# Apostolisches Vikariat Jolo
Das Apostolische Vikariat Jolo (lateinisch Vicariatus Apostolicus Ioloensis) ist ein in den Philippinen gelegenes römisch-katholisches Apostolisches Vikariat mit Sitz in Jolo. 

## Geschichte
Papst Pius XII. gründete am 28. Oktober 1953 die Apostolische Präfektur Sulu aus Gebietsabtretungen der Territorialprälatur Cotabato. Am 12. Juli 1958 wurde es zum Apostolischen Vikariat Jolo erhoben.

## Ordinarien

### Apostolischer Präfekt von Sulu
- Francis Joseph McSorley OMI (1954 – 12. Juli 1958)

### Apostolische Vikare von Jolo
- Francis Joseph McSorley OMI (12. Juli 1958 – 20. November 1970, gestorben)
- Philip Francis Smith OMI (26. Juni 1972 – 11. April 1979, dann Koadjutorbischof von Cotabato)
- Eli George Dion OMI (28. Januar 1980 – 12. Februar 1999, gestorben)
- Benjamin D. de Jesus OMI (11. Oktober 1991 – 4. Februar 1997, gestorben)
- Angelito R. Lampon OMI (21. November 1997 – 6. November 2018, dann Erzbischof von Cotabato)
- Charlie Inzon OMI (seit 4. April 2020)